# Rodolph de Josselin de Jong
Rodolph de Josselin de Jong (* 4. Oktober 1868 in Sint-Oedenrode; † 10. Juli 1958 in Den Haag) war ein niederländischer Pathologe.

## Leben
Rodolph de Josselin de Jong studierte ab 1886 an der Universität Leiden Medizin und promovierte am 18. Februar 1895 in Leiden mit seiner Dissertation Cirrhosis hepatis. Er wirkte danach zunächst als praktischer Arzt in Den Haag, war ab 1906 Prosektor und Bakteriologe am Stadtkrankenhaus in Rotterdam und wirkte in der Zeit von 1919 bis 1935 dann als Direktor des Pathologischen Instituts und ordentlicher Professor für allgemeine und pathologische Anatomie an der Universität in Utrecht. Rodolph de Josselin de Jong wurde am 13. Januar 1935 emeritiert. Er wurde kurz vor seinem 80. Geburtstag zum Kommandeur des Ordens von Oranien-Nassau ernannt.
Rodolph de Josselin de Jong wurde 1933 als Mitglied der Sektion Pathologie in die Deutsche Akademie der Naturforscher Leopoldina aufgenommen.

## Schriften
- Cirrhosis hepatis. Dissertation, Leiden 1895